# The Sims 2: Pets
The Sims 2: Pets је четврта експанзија The Sims 2 серије игара, као и самостална игра за неколико конзола. Објавио га је службено Electronic Arts 26. јула 2006 док је додатак изашао на тржиште 18. октобра 2006 у. Северној Америци, као и 20. октобра 2006 где је објављен у осталим деловима света, осим Аустралије / Новог Зеланда, где је објављен 26. октобра 2006. АСПИР је објавио и верзију игре за Mac OS X, 7. новембра 2006.
Додатак је пуштен је за Wii 12. јуна 2007. У Аустралији, један аустралијски долар по купљеном додатку, од најмање 50.000 примерака игре, поклоњен је RSPCA . За разлику од других проширења, ова игра нема нову локацију. Уместо тога, новип плацеви (са Симовима који живе у њима) су доступни за постављање у постојећим насељима. The Sims 2: Pets је продат у преко 6 милиона примерака.

## Играње

### Кућни љубимци
Сим може бити власник мачке или пса. Постоје различити типови кућних љубимаца чак 75 готових раса паса и тридесет готових раса мачака.. "Create-A-Pet" је попут "Create-a-Sim" менија, где корисник гради људски Сим карактер. У "Create-A-Pet", играчи могу прилагодити пса или мачке избором модела и боја длаке, облика тела, структуре лица и личности, које одређују да ли ће ваш љубимац бити разигран, уредан, лењ, агресиван, интелигентан...
Кућни љубимци имају мотиве баш као и људски Симови. Мотиви (потребе) Симова и кућних љубимаца су сличне, осим за одсуства Животна средина ("Environment"), мотив, који "Гребање" замењује код мачака и "Жвакање" код паса. Симси могу обучавати своје љубимце да раде разне трикове.
Кућни љубимци могу да раде у једном од три понуђена посла: Безбедност, Забава и Услуге.
Кућни љубимци имају три фазе живота: Младунче Кучета / Мачке, Одрасла јединка, и Стара јединка. Дужина живота код старих мачака / паса је игра насумично одабрала, али постоји један од аспирацијских објеката (aspiration reward) који ће продужити век љубимца од неколико дана након сваке употребе. али како су љубимци у стању да се размножавају у томе ће се произвести мноштво кучића и мачака. Број штенади или мачића зависи од броја кућних љубимаца који се налазе на плацу Сим породице. Играчи могу да играју са до осам или шест кућних љубимаца у једном тренутку, мада само у потпуности могу имати укупно шест кућних љубимаца у домаћинству.

### Тренинзи
Можете тренирати своје љубимце да раде разне врсте трикова, и можете их (после сваког доброг потеза) помазити или нахранити. Трикови могу бити попут седи, лези, протреси се, дођи овде, чувај, преврни се, певај, и још много тога. У Нинтендо игри, можете их научити да устану на две ноге и жонглирају, или друге кул и необичне трикове. Када ваш кућни љубимац научи нови трик, то би се повећавао однос између Сима и његовог љубимца. Ако љубимац ради нешто лоше, морате га опомињати. Постоји неколико ружних навика које љубимци воле да раде, а на Симовима стоји да их искорене у потпуности: ископавање рупа по дворишту; жвакање новина, гребање намештаја, роњање по кантама за ђубре... Након успешног тренинга љубимце треба похвалити за добро одрађену ствар.

### Вукодлаци
Вукодлаци су врста натприродних створења у која се ваш Сим може трансформисати. Сим постоје Вукодлак само у току ноћи. Током овог времена, вукодлакова енергија ће се све више повећавати, али ће његова глад постајати све већа и већа. Вукодлаци могу да науче љубимце разним триковима брже него људи и могу се чак борити против провалника. Они могу повремено да завијају на Месец, завијање може бити одобрено од стране играча који му задаје команде, и тако дозива остале вукове из чопора. Када вукодлак завија, потреба за нуждом сваког љубимца на парцели се умањи за пола од постојеће.
Да би Сим постао вукодлак, играчи најпре морају изградити однос са било којим вуком са сјајним очима који повремено може посетити њихове парцеле. Вук ће на креју угристи вашег сима (уколико он то жели) и он ће постати један од вукодлака. Када Сим постане вукодлак он може "угристи" остале Симове који се могу претворити у ово натприродно створење. Вукодлаци нису укључени у Nintendo DS, PlayStation 2, GameCube или Wii верзије The Sims 2: Pets.

## Музика
Постоји много нових песама које се појавњују на оригиналним Поп радио-станицама, из основне игре, у овој игри преведене на Симсиш:
- "Don't Cha" by The Pussycat Dolls
- "Chemicals React" by Aly & AJ
- "I Play Chicken with the Train" by Cowboy Troy
- "Girl Next Door" by Saving Jane
- "Free Radicals" by The Flaming Lips
- "Boyhunter" by Skye Sweetnam
- "The Compromise" by The Format
- "Turn Out the Light" by The New Amsterdams
- "Black Shoes" by The Films
- "I Never Know" by Something for Rockets

Сем Америчко-енгеских песама у игру су комвертоване и песме разних других језика и изођача широм Европе (Азије):
- Дански: West End Girls - "Booglurbia"
- Холандски: Krezip - "Can't You be Mine"
- Фински: Roni - "Never Coming Back"
- Француски: Kisha - "Sowieso"
- German: Kisha - "Sowieso", Krezip - "Can't You be Mine"
- Италијански: Finley - "Run Away"
- Јапански: West End Girls - "Booglurbia"
- Корејски: West End Girls - "Booglurbia"
- Норвешки: Lene Marlin - "What If"
- Руски: The Smokebreakers - "Baby Let's Dance"
- Шпански: La Oreja de Van Gogh - "Dulce Locura"
- Шведски: Lene Marlin - "What If", West End Girls - "Booglurbia"
- Британски-енглески: Finley - "Run Away", West End Girls - "Booglurbia"

## Мотиви за кућне љубимце
Као што и Симови имају мотиве (глади, енергије, забаве...) тако ии љубимци имају неке нове, а неке сличне, само се на одређени начин испуњавају.